# Sira i Flekkefjord
Sira este o localitate din comuna Flekkefjord, provincia Vest-Agder, Norvegia, cu o suprafață de 0,62 km² și o populație de 623 locuitori (2013).